# Sapromyza mongolorum
Sapromyza mongolorum är en tvåvingeart som beskrevs av Remm och El'berg 1980. Sapromyza mongolorum ingår i släktet Sapromyza och familjen lövflugor.
Artens utbredningsområde är Mongoliet. Inga underarter finns listade i Catalogue of Life.